# Alatiliparis
Alatiliparis es un género  de orquídeas, de la tribu Malaxideae de la subfamilia (Epidendroideae). Comprende 5 especies descritas y aceptadas. Es originaria de Malasia.

## Taxonomía
El género fue descrito por  Marg. & Szlach.  y publicado en Annales Botanici Fennici 38: 78. 2001. La especie tipo es: Alatiliparis filicornes Marg. & Szlach.

## Especies aceptadas
A continuación se brinda un listado de las especies del género Alatiliparis aceptadas hasta marzo de 2013, ordenadas alfabéticamente. Para cada una se indica el nombre binomial seguido del autor, abreviado según las convenciones y usos.
- Alatiliparis angustiflora (J.J.Sm.) Szlach. & Marg.
- Alatiliparis filicornes Marg. & Szlach.
- Alatiliparis lepanthes (Schltr.) Szlach. & Marg.
- Alatiliparis otochilus Marg. & Szlach.
- Alatiliparis speculifera (J.J.Sm.) Szlach. & Marg.